# Willow Glass
Willow Glass (englisch wörtlich für „Weiden-Glas“) ist ein extrem dünnes, flexibles Borosilikatglas der Firma Corning, das für Bildschirme und Touchscreen-Displays für Smartphones, Tablets und Notebooks sowie im Bereich der Lichttechnik oder flexibler Solarzellen einsetzbar ist.

## Herstellung
Die Herstellung eines Displays mit Willow Glass soll – ähnlich wie der Ablauf des Bedruckens von Zeitungen – mit Rollen möglich sein.

## Technische Details
- Dicke:  0,1–0,2 Millimeter;[5] dies entspricht etwa der Dicke eines Blatts Papier[4] und lässt Smartphone-Displays auf weniger als ein Siebtel der ursprünglichen Dicke schrumpfen.[6]
- Breite: 50–100 cm breite Rollen[4]
- Länge:  bis zu 300 Meter[4]

Laut Hersteller hitzebeständig bis 500 °C, biegsam, kratzfest und mit geringerem Gewicht; es soll sich auch für sensible Bauteile als undurchlässiger Feuchtigkeits- und Sauerstoffschutz eignen. Laut Prognosen von Corning soll Willow Glas vor allem wegen der kostengünstigen Herstellungsweise in der Zukunft eingesetzt werden.

## Marketing
Bei der Messe Display Week am 4. Juni 2012 in Boston wurden die Displays  erstmals präsentiert. Bekannt ist die Firma Corning als Zulieferer für das kratzfeste „Gorilla Glass“ vieler Smartphones. Die Produktion in großen Massen ist noch nicht möglich, aber zukünftig soll das neue Glas in großer Stückzahl hergestellt werden. Wann erste Geräte  damit auf den Markt kommen könnten, ist bisher nicht bekannt. Kunden wurden bereits mit Proben beliefert, um neue Displays und Touch-Technologien entwickeln zu können.